# ワンス・アポン・ア・スパイ
ワンス・アポン・ア・スパイ（原題：Once Upon a Spy）は、1980年のアメリカ合衆国のテレビ映画。監督はアイヴァン・ネイギー、主演はテッド・ダンソン。日本ではVHSが発売されたほか「ミニチュア光線の恐怖！世界は破滅する」のタイトルでテレビ放送された。

## あらすじ
分子構造の研究者であるバロリウムにより、NASAの衛星追跡用コンピューター「X2」が盗まれてしまった。諜報機関のスパイであるタンヒルはコンピューター技術者のシュノールを仲間に引き連れてバロリウムを追う。
シュノールは盗まれたX2が3000トン以上ある大型コンピューターであるにもかかわらず、3時間で盗まれた事に疑問を持っていた。実はバロリウムは物体を縮小させる光線を発射できる機械を開発し、その力によりX2を盗み出していた。彼はその機械とX2の力で世界を破滅させることを企んでいたのだった。

## キャスト
- ジャック・シュノール：テッド・ダンソン（塩沢兼人）
- ペイジュ・タンヒル：メアリー・ルイーズ・ケラー（榊原良子）
- マーカス・バロリウム：クリストファー・リー（千葉耕市）
- テリー・リー大佐：エリノア・パーカー（前田敏子）
- ウェブスター：レオナルド・ストーン（藤城裕士）